# Categoría Primera B 2013
Die Categoría Primera B 2013, nach einem Sponsor Torneo Postobón genannt, war die 24. Spielzeit der zweiten kolumbianischen Spielklasse im Fußball der Herren, die aus Apertura und Finalización bestand. Sie begann am 2. Februar 2013 und endete am 3. Dezember. Vorjahresmeister war Alianza Petrolera. Absteiger aus der ersten Liga war Real Cartagena.
Meister wurde Uniautónoma FC, außerdem konnte sich auch der Vizemeister Fortaleza FC in der Relegation gegen Cúcuta Deportivo durchsetzen.

## Modus
Es wurden zwei Turniere gespielt, die Apertura und die Finalización. Zunächst spielten alle 18 Mannschaften im Ligamodus einmal gegeneinander, zusätzlich gab es einen Spieltag mit Clásicos, an dem Spiele mit Derby-Charakter ausgetragen werden. Die ersten acht Mannschaften qualifizierten sich für die Halbfinalgruppen, in denen in zwei Gruppen mit jeweils vier Mannschaften zwei Finalteilnehmer ausgespielt wurden, die den Halbserienmeister ermittelten.
Die beiden Halbserienmeister spielten einen Meister aus, der direkt aufstieg. Der Vizemeister spielte eine Relegation gegen den Vorletzten der ersten Liga. Wenn eine Mannschaft beide Halbserien gewonnen hätte, wäre sie automatisch Meister geworden. Die nächstbeste Mannschaft in der Gesamttabelle hätte dann die Relegation gespielt. Absteiger aus der zweiten Liga gab es nicht.

## Teilnehmer
Die folgenden Vereine nahmen an den beiden Halbserien der Spielzeit 2013, Apertura und Finalización, teil. Der Verein Sucre FC verkaufte sein Startrecht an den Verein Jaguares de Córdoba aus Montería, der in der Spielzeit 2013 zum ersten Mal teilnahm. Expreso Rojo zog aus Soacha nach Facatativá um.
| Mannschaft | Stadt                                    | Stadion                                                                              | Kapazität              |
| --- | ---------------------------------------- | ------------------------------------------------------------------------------------ | ---------------------- |
| América de Cali | Cali Tuluá Bogotá                        | Pascual Guerrero 1 Doce de Octubre Metropolitano de Techo                            | 33.130 16.000 10.000   |
| Atlético Bucaramanga | Bucaramanga Floridablanca                | Alfonso López 2 Sede Recreacional de Comfenalco                                      | 28.000 (1000) 760      |
| Barranquilla FC | Barranquilla                             | Romelio Martínez                                                                     | 20.000                 |
| Bogotá FC | Bogotá                                   | Metropolitano de Techo                                                               | 10.000                 |
| Cortuluá | Tuluá                                    | Doce de Octubre                                                                      | 16.000                 |
| Dépor FC | Cali Jamundí                             | Pascual Guerrero 1 Cacique Jamundí                                                   | 33.130 2500            |
| Deportivo Pereira | Pereira                                  | Hernán Ramírez Villegas                                                              | 31.192                 |
| Deportivo Rionegro | Rionegro                                 | Alberto Grisales                                                                     | 14.000                 |
| Expreso Rojo | Facatativá                               | Jorge Torres Rocha                                                                   | 3500                   |
| Fortaleza FC | Zipaquirá Bogotá                         | Municipal Los Zipas Club La Fortaleza 3 Metropolitano de Techo El Campín             | 5000 200 10.000 36.343 |
| Jaguares de Córdoba | Montería                                 | Municipal de Montería                                                                | 8000                   |
| Llaneros FC | Villavicencio                            | Manuel Calle Lombana                                                                 | 15.000                 |
| Real Cartagena | Cartagena                                | Jaime Morón León                                                                     | 16.068                 |
| Real Santander | Bucaramanga Floridablanca                | Alfonso López Álvaro Gómez Hurtado 2 Sede Recreacional de Comfenalco                 | 28.000 12.000 760      |
| Uniautónoma FC | Sabanalarga Puerto Colombia Barranquilla | Marcos Henríquez 4 Polideportivo de la Universidad Autónoma del Caribe Metropolitano | 8000 - 58.000          |
| Unión Magdalena | Santa Marta Riohacha                     | Eduardo Santos Federico Serrano Soto 5                                               | 22.000 6000            |
| Universitario Popayán | Popayán                                  | Ciro López                                                                           | 5000                   |
| Valledupar FC | Valledupar                               | Armando Maestre Pavajeau                                                             | 10.000                 |
| 1 Wegen der World Games 2013, die in Cali ausgetragen wurden, wich América nach Tuluá und nach Bogotá und Dépor nach Jamundí aus.2 Wegen Sicherheitsbedenken mussten Atlético Bucaramanga und Real Santander zwei Spieltage in der Sede Recreacional de Comfenalco in Floridablanca spielen. Danach zog Real Santander in das Estadio Álvaro Gómez Hurtado um und für Atlético Bucaramanga wurde die Zuschauerzahl im Estadio Alfonso López auf höchstens 1000 begrenzt.3 In der Rückserie trug Fortaleza wegen Baumaßnahmen seine Heimspiele auf seinem Trainingsgelände sowie einzelne Spiele in den Stadien Metropolitano de Techo und El Campín aus.4 Uniautónoma trug außerdem Spiele im Polideportivo der Universidad Autónoma del Caribe in Puerto Colombia sowie im Estadio Metropolitano Roberto Meléndez in Barranquilla aus.5 Aufgrund von Sicherheitsbedenken trug Unión Magdalena seine Heimspiele ab Mitte der Hinserie in Riohacha aus. |                                          |                                                                                      |                        |

## Apertura

### Ligaphase

#### Tabelle
| Pl. | Verein                | Sp. | S  | U | N  | Tore    | Diff. | Punkte |
| --- | --------------------- | --- | -- | - | -- | ------- | ----- | ------ |
| 1.  | América de Cali       | 18  | 12 | 3 | 3  | 031:800 | +23   | 39     |
| 2.  | Uniautónoma FC        | 18  | 9  | 5 | 4  | 034:200 | +14   | 32     |
| 3.  | Bogotá FC             | 18  | 9  | 3 | 6  | 032:230 | +9    | 30     |
| 4.  | Llaneros FC           | 18  | 8  | 6 | 4  | 020:170 | +3    | 30     |
| 5.  | Deportivo Rionegro    | 18  | 9  | 2 | 7  | 031:280 | +3    | 29     |
| 6.  | Cortuluá              | 18  | 8  | 5 | 5  | 025:230 | +2    | 29     |
| 7.  | Unión Magdalena       | 18  | 9  | 2 | 7  | 022:200 | +2    | 29     |
| 8.  | Valledupar FC         | 18  | 7  | 7 | 4  | 029:130 | +16   | 28     |
| 9.  | Dépor FC              | 18  | 9  | 1 | 8  | 020:230 | −3    | 28     |
| 10. | Atlético Bucaramanga  | 18  | 7  | 5 | 6  | 023:220 | +1    | 26     |
| 11. | Jaguares de Córdoba   | 18  | 7  | 4 | 7  | 021:240 | −3    | 25     |
| 12. | Real Cartagena (A)    | 18  | 7  | 3 | 8  | 025:190 | +6    | 24     |
| 13. | Deportivo Pereira     | 18  | 7  | 2 | 9  | 028:290 | −1    | 23     |
| 14. | Expreso Rojo          | 18  | 6  | 4 | 8  | 020:250 | −5    | 22     |
| 15. | Fortaleza FC          | 18  | 5  | 4 | 9  | 017:250 | −8    | 19     |
| 16. | Real Santander        | 18  | 5  | 3 | 10 | 022:350 | −13   | 18     |
| 17. | Barranquilla FC       | 18  | 4  | 1 | 13 | 014:360 | −22   | 13     |
| 18. | Universitario Popayán | 18  | 2  | 4 | 12 | 017:410 | −24   | 10     |

| (A) | Absteiger aus der Categoría Primera A: Real Cartagena |

### Halbfinal-Phase
Bei Punktegleichstand ist der Tabellenplatz der Ligaphase entscheidend.

#### Gruppe A
| Pl. | Verein             | Sp. | S | U | N | Tore    | Diff. | Punkte |
| --- | ------------------ | --- | - | - | - | ------- | ----- | ------ |
| 1.  | Unión Magdalena    | 6   | 4 | 0 | 2 | 010:700 | +3    | 12     |
| 2.  | Deportivo Rionegro | 6   | 2 | 2 | 2 | 007:110 | −4    | 08     |
| 3.  | América de Cali    | 6   | 2 | 1 | 3 | 011:900 | +2    | 07     |
| 4.  | Llaneros FC        | 6   | 2 | 1 | 3 | 005:600 | −1    | 07     |

#### Gruppe B
| Pl. | Verein         | Sp. | S | U | N | Tore    | Diff. | Punkte |
| --- | -------------- | --- | - | - | - | ------- | ----- | ------ |
| 1.  | Uniautónoma FC | 6   | 3 | 2 | 1 | 015:900 | +6    | 11     |
| 2.  | Cortuluá       | 6   | 3 | 2 | 1 | 010:600 | +4    | 11     |
| 3.  | Valledupar FC  | 6   | 2 | 2 | 2 | 008:110 | −3    | 08     |
| 4.  | Bogotá FC      | 6   | 0 | 2 | 4 | 003:100 | −7    | 02     |

### Finale
| 26.06.2013                                                                             | Riohacha     | Unión Magdalena | – | Uniautónoma FC  | 2:1 (0:0)            |  |
| 01.07.2013                                                                             | Barranquilla | Uniautónoma FC  | – | Unión Magdalena | 2:1 (2:0), 3:1 i. E. |  |
| Damit wurde Uniautónoma FC Meister der Apertura und qualifizierte sich für das Finale. |              |                 |   |                 |                      |  |

### Torschützenliste
| Pl. | Spieler                | Mannschaft      | Tore |
| --- | ---------------------- | --------------- | ---- |
| 1.  | Martín Arzuaga         | Uniautónoma FC  | 22   |
| 2.  | Isaac Aries            | Valledupar FC   | 20   |
| 3.  | Óscar Villarreal       | Unión Magdalena | 13   |
| 4.  | Andrés Javier Mosquera | Bogotá FC       | 9    |

## Finalización

### Ligaphase

#### Tabelle
| Pl. | Verein                | Sp. | S | U | N | Tore    | Diff. | Punkte |
| --- | --------------------- | --- | - | - | - | ------- | ----- | ------ |
| 1.  | América de Cali       | 18  | 9 | 6 | 3 | 021:900 | +12   | 33     |
| 2.  | Deportivo Rionegro    | 18  | 9 | 5 | 4 | 027:230 | +4    | 32     |
| 3.  | Real Cartagena (A)    | 18  | 9 | 4 | 5 | 040:290 | +11   | 31     |
| 4.  | Cortuluá              | 18  | 7 | 8 | 3 | 026:200 | +6    | 29     |
| 5.  | Atlético Bucaramanga  | 18  | 8 | 4 | 6 | 019:150 | +4    | 28     |
| 6.  | Fortaleza FC          | 18  | 7 | 7 | 4 | 022:190 | +3    | 28     |
| 7.  | Uniautónoma FC        | 18  | 7 | 6 | 5 | 024:250 | −1    | 27     |
| 8.  | Jaguares de Córdoba   | 18  | 7 | 5 | 6 | 018:190 | −1    | 26     |
| 9.  | Deportivo Pereira     | 18  | 5 | 9 | 4 | 020:180 | +2    | 24     |
| 10. | Valledupar FC         | 18  | 6 | 4 | 8 | 022:200 | +2    | 22     |
| 11. | Llaneros FC           | 18  | 6 | 4 | 8 | 017:190 | −2    | 22     |
| 12. | Dépor FC              | 18  | 5 | 6 | 7 | 026:260 | ±0    | 21     |
| 13. | Real Santander        | 18  | 5 | 6 | 7 | 022:270 | −5    | 21     |
| 14. | Bogotá FC             | 18  | 6 | 3 | 9 | 015:200 | −5    | 21     |
| 15. | Unión Magdalena       | 18  | 5 | 4 | 9 | 019:240 | −5    | 19     |
| 16. | Expreso Rojo          | 18  | 4 | 6 | 8 | 016:240 | −8    | 18     |
| 17. | Universitario Popayán | 18  | 4 | 6 | 8 | 021:340 | −13   | 18     |
| 18. | Barranquilla FC       | 18  | 4 | 5 | 9 | 024:280 | −4    | 17     |

| (A) | Absteiger aus der Categoría Primera A: Real Cartagena |

### Halbfinal-Phase
Bei Punktegleichstand ist der Tabellenplatz der Ligaphase entscheidend.

#### Gruppe A
| Pl. | Verein          | Sp. | S | U | N | Tore    | Diff. | Punkte |
| --- | --------------- | --- | - | - | - | ------- | ----- | ------ |
| 1.  | Fortaleza FC    | 6   | 3 | 1 | 2 | 004:200 | +2    | 10     |
| 2.  | América de Cali | 6   | 2 | 2 | 2 | 009:100 | −1    | 08     |
| 3.  | Uniautónoma FC  | 6   | 2 | 2 | 2 | 009:100 | −1    | 08     |
| 4.  | Real Cartagena  | 6   | 2 | 1 | 3 | 011:110 | ±0    | 07     |

#### Gruppe B
| Pl. | Verein               | Sp. | S | U | N | Tore    | Diff. | Punkte |
| --- | -------------------- | --- | - | - | - | ------- | ----- | ------ |
| 1.  | Deportivo Rionegro   | 6   | 3 | 2 | 1 | 011:800 | +3    | 11     |
| 2.  | Jaguares de Córdoba  | 6   | 2 | 2 | 2 | 009:700 | +2    | 08     |
| 3.  | Cortuluá             | 6   | 1 | 4 | 1 | 010:900 | +1    | 07     |
| 4.  | Atlético Bucaramanga | 6   | 2 | 0 | 4 | 006:120 | −6    | 06     |

### Finale
| 22.11.2013                                                                               | Bogotá   | Fortaleza FC       | – | Deportivo Rionegro | 0:0            |  |
| 27.11.2013                                                                               | Rionegro | Deportivo Rionegro | – | Fortaleza FC       | 0:0, 1:3 i. E. |  |
| Damit wurde Fortaleza FC Meister der Finalización und qualifizierte sich für das Finale. |          |                    |   |                    |                |  |

### Torschützenliste
Bei gleicher Anzahl von Treffern sind die Spieler alphabetisch geordnet.
| Pl. | Spieler           | Mannschaft            | Tore |
| --- | ----------------- | --------------------- | ---- |
| 1.  | Jhony Cano        | Real Cartagena        | 13   |
| 2.  | Jonathan Palacios | Deportivo Rionegro    | 12   |
| 3.  | Jaime Sierra      | Deportivo Pereira     | 11   |
| 4.  | Célimo Polo       | Universitario Popayán | 9    |
| 4.  | Óscar Villarreal  | Unión Magdalena       | 9    |

## Finale
| 30.11.2013                                                                   | Bogotá       | Fortaleza FC   | – | Uniautónoma FC | 0:2 (0:1) |  |
| 03.12.2013                                                                   | Barranquilla | Uniautónoma FC | – | Fortaleza FC   | 1:1 (1:0) |  |
| Damit wurde Uniautónoma FC Meister und stieg in die Categoría Primera A auf. |              |                |   |                |           |  |

## Relegation
| 07.12.2013                                               | Bogotá | Fortaleza FC     | – | Cúcuta Deportivo | 2:0 (1:0) |  |
| 11.12.2013                                               | Cúcuta | Cúcuta Deportivo | – | Fortaleza FC     | 1:0 (1:0) |  |
| Damit stieg Fortaleza FC in die Categoría Primera A auf. |        |                  |   |                  |           |  |

## Gesamttabelle
Für die Reclasificación wurden alle Spiele der Spielzeit 2013 sowohl der Liga- als auch der Halbfinalphase sowie der Finalspiele zusammengezählt. Sie wäre wichtig gewesen, wenn eine Mannschaft beide Halbserien gewonnen hätte. Dann hätte die nächstbeste Mannschaft der Gesamttabelle die Relegation gespielt.
| Pl. | Verein                | Sp. | S  | U  | N  | Tore    | Diff. | Punkte |
| --- | --------------------- | --- | -- | -- | -- | ------- | ----- | ------ |
| 1.  | América de Cali       | 48  | 25 | 12 | 11 | 072:360 | +36   | 87     |
| 2.  | Uniautónoma FC        | 52  | 23 | 16 | 13 | 089:680 | +21   | 85     |
| 3.  | Deportivo Rionegro    | 50  | 23 | 13 | 14 | 076:700 | +6    | 82     |
| 4.  | Cortuluá              | 48  | 19 | 19 | 10 | 071:580 | +13   | 76     |
| 5.  | Unión Magdalena       | 44  | 19 | 6  | 19 | 054:540 | ±0    | 63     |
| 6.  | Real Cartagena        | 42  | 18 | 8  | 16 | 075:600 | +15   | 62     |
| 7.  | Atlético Bucaramanga  | 42  | 17 | 9  | 16 | 048:490 | −1    | 60     |
| 8.  | Fortaleza FC          | 46  | 15 | 15 | 16 | 044:490 | −5    | 60     |
| 9.  | Llaneros FC           | 42  | 16 | 11 | 15 | 042:420 | ±0    | 59     |
| 10. | Jaguares de Córdoba   | 42  | 16 | 11 | 15 | 048:500 | −2    | 59     |
| 11. | Valledupar FC         | 42  | 15 | 13 | 14 | 059:450 | +14   | 58     |
| 12. | Bogotá FC             | 42  | 15 | 8  | 19 | 050:530 | −3    | 53     |
| 13. | Dépor FC              | 36  | 14 | 7  | 15 | 046:490 | −3    | 49     |
| 14. | Deportivo Pereira     | 36  | 12 | 11 | 13 | 049:460 | +3    | 47     |
| 15. | Expreso Rojo          | 36  | 10 | 10 | 16 | 036:490 | −13   | 40     |
| 16. | Real Santander        | 36  | 10 | 9  | 17 | 044:620 | −18   | 39     |
| 17. | Barranquilla FC       | 36  | 8  | 6  | 22 | 038:640 | −26   | 30     |
| 18. | Universitario Popayán | 36  | 6  | 10 | 20 | 038:750 | −37   | 28     |